# 贾旭明
贾旭明(1977年—)，河北保定人，中国内地相声演员，师从李立山，搭档张康。

## 生平
2006年，贾旭明毕业于中央戏剧学院相声创作表演大专班。
2009年底，拜师李立山，并开始与张康一起说相声。
2012年，与张康一起在北京成立新相声团队“乐活卉”。

## 部分作品
相声《新闻晚知道》、《十全十美》、《任我行》、《四大名著》、《缺啥别缺德》、《背包客》。